# George Valentine Nash
George Valentine Nash (6 mei 1864 - 15 juli 1921) was een Amerikaans botanicus. Hij was werkzaam bij de New York Botanical Garden en deed veldwerk in de Bahama's, zuidelijk Florida en Haïti.
Hij publiceerde Costa Rican Orchids (1906) en North American Flora (1909).
- Bibsys: 5079467
- Author citation (botany): Nash
- Gemeinsame Normdatei: 1053299117
- Museum of New Zealand Te Papa Tongarewa: 50761
- Virtual International Authority File: 3279149198216574940000
- WorldCat: E39PBJwdhqYF8TXY9kC9WPPYT3